# Parque nacional de Rishiri-Rebun-Sarobetsu

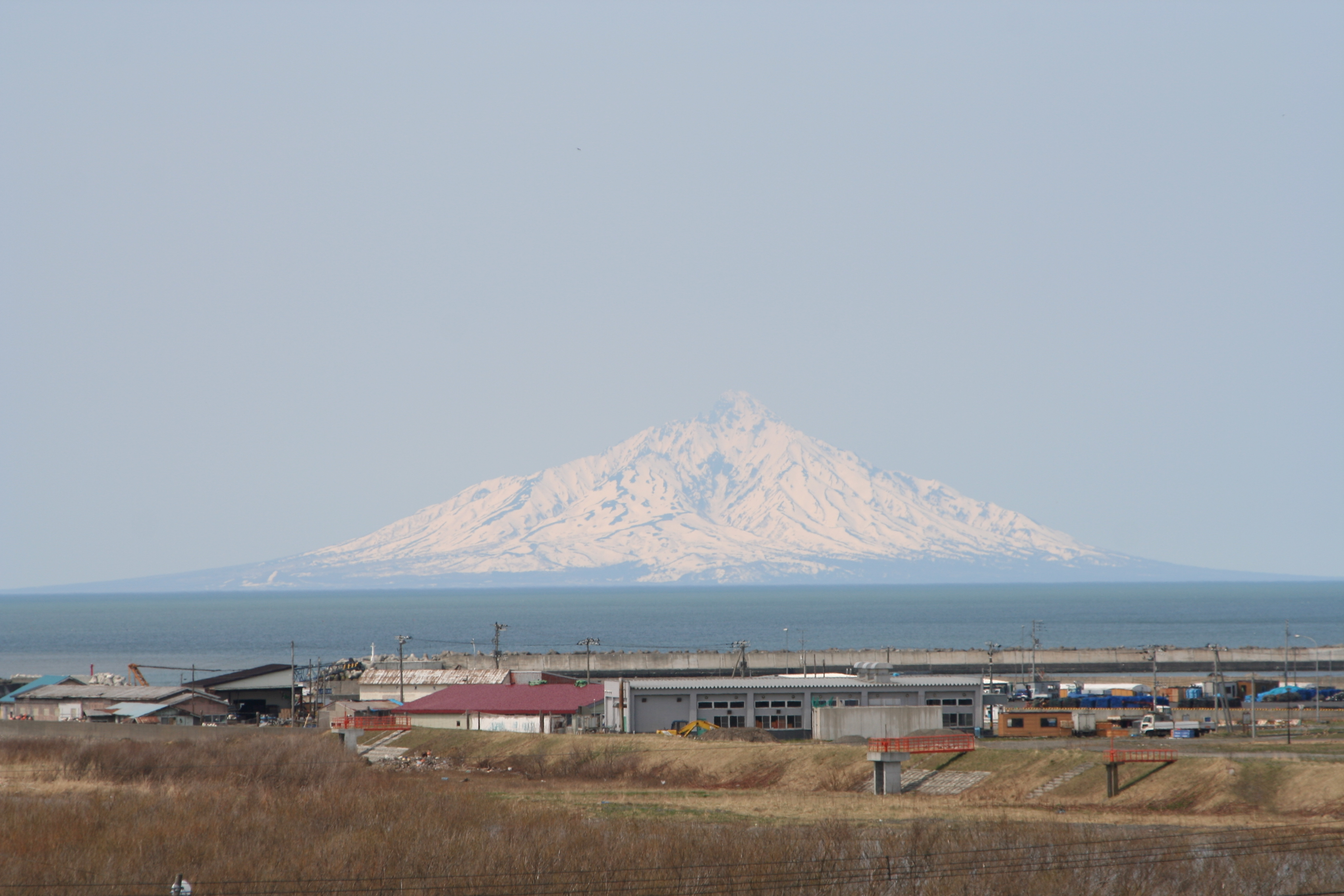
Vista del monte Rishiri, emblema del parque nacional

El parque nacional de Rishiri-Rebun-Sarobetsu (en japonés: 利尻礼文サロベツ国立公園 Rishiri Rebun Sarobetsu Kokuritsu Kōen) es un parque nacional de Japón establecido en el extremo norte-occidental de Hokkaido, que protege parte de la isla Rishiri, la isla Rebun, y una zona costera que va desde Wakkanai a Horonobe. La superficie del parque comprende 212,22 kilómetros cuadrados.
El parque se caracteriza por su flora alpina y sus vistas de las montañas volcánicas y áreas formadas por la erosión marina. Está rodeado por zonas de pesca y las zonas costeras ricas en algas marinas.
Las zonas costeras del parque nacional son accesibles desde la ruta nacional 40 de Japón, conocida como la carretera nacional de Wakkanai, y Rishiri y Rebun son accesibles por ferry desde Wakkanai.